# Heiligtum des Pandion

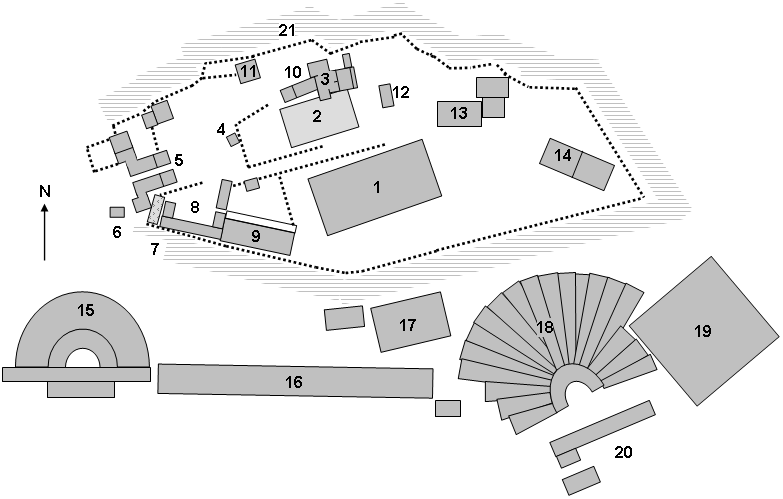
Lage des Pandion (Nr. 14) auf der Athener Akropolis

Das Heiligtum des Pandion, auch Heroon des Pandion genannt, lag an der Südost-Ecke der Athener Akropolis, etwa 25 Meter östlich des Parthenon. Den mittlerweile durch das Akropolismuseum überbauten Fundamenten und Felsabarbeitungen nach zu urteilen, handelte es sich um einen rechteckigen, mit Mauern eingefassten Bezirk. Er lag etwa 3,80 Meter unterhalb des Parthenon-Plateaus. Die nicht überdachte, etwa 40 Meter lange und 17,50 Meter breite Anlage war Nordwest-Südost orientiert und durch eine Mauer in zwei Bereiche geteilt: das eigentliche Heiligtum im Westen, eine Werkstatt, Ergasterion, im Osten. Ein Tor in der Südmauer führte in den östlichen Teil, während der westliche Bereich durch ein vorgelagertes, mit Säulen geschmücktes Propylon betreten wurde. Ein Vorgängerbau, dessen Reste östlich erhalten sind, wurde für den Bau der Akropolismauer des 5. Jahrhunderts v. Chr. niedergelegt und machte anscheinend den Neubau um 430 v. Chr. notwendig.
Das Heiligtum beherbergte eine Statue des Pandion, Phylenheroe einer attischen Phyle und mythischer König Athens. Möglicherweise feierten die Mitglieder der Phyle Pandionis in diesem Heiligtum auch die Pandia, ein dem Zeus geweihtes Fest.
Das Heiligtum des Pandion wurde früher südöstlich der Propyläen lokalisiert.